# Lou Albano
Louis Vincent "Lou" Albano, även kallad Captain Lou Albano, född 29 juli 1933 i Rom, Italien, död 14 oktober 2009 i Carmel, Putnam County, New York, var en amerikansk wrestlare, direktör och skådespelare. Han utsågs till medlem i WWE Hall of Fame 1996, som skådespelare blev han mest känd som Mario i TV-serien Super Mario Bros. Super Show.
Albano avled den 14 oktober 2009 av en hjärtinfarkt. Han var 76 år gammal vid sin död.